# Paul Schwenk
Paul Gotthold Schwenk (Meißen, 8 agosto 1880 – Berlino Est, 22 agosto 1960) è stato un politico tedesco.

## Biografia
Nato in una famiglia operaia, Schwenk imparò il mestiere di fabbro a Dresda. Militante del Partito Socialdemocratico di Germania (SPD) dal 1905, fu sanzionato più volte dalle autorità e dovette trasferirsi a Berlino non riuscendo più a trovare lavoro a Dresda. Dal 1908 divenne funzionario onorario del partito onorario e dal 1912 funzionario a tempo pieno, lavorando come giornalista per l'organo di stampa socialdemocratico Vorwärts.
Come oppositore della politica di tregua dell'SPD durante la prima guerra mondiale, fu attivo nel gruppo spartachista e si unì al neonato Partito Socialdemocratico Indipendente di Germania (USPD) nel 1917, in cui rimase dopo la fondazione del Partito Comunista di Germania (KPD) alla fine del 1918. Nell'USPD Schwenk fu attivo tra l'altro come redattore del quotidiano centrale Freiheit e come segretario del gruppo parlamentare nell'Assemblea costituente prussiana. Alla fine del 1920 apparteneva all'ala sinistra dell'USPD, che si fuse con il KPD per formare il Partito Comunista Unificato di Germania (VKPD), dove lavorò anche come segretario del gruppo parlamentare prussiano ed era considerato un esperto di questioni politiche locali.
Nel maggio 1924 Schwenk passò al Landtag prussiano, di cui fu membro fino al 1933. Dal 1924 al 1932 fu copresidente del gruppo parlamentare comunista. Fu anche membro del consiglio comunale di Berlino, della direzione del distretto di Berlino-Brandeburgo del KPD e del dipartimento politico locale del Comitato centrale del partito.
Dopo che i nazisti presero il potere, Schwenk fuggì insieme alla moglie Martha Arendsee attraverso la Francia per poi raggiungere l'Unione Sovietica. Qui, durante il Grande Terrore, fu imprigionato per quasi tre anni dal 1936 al 1939 con l'accusa di spionaggio a causa di una confessione estorta, venendo rilasciato grazie agli sforzi della moglie. Nel 1945 Schwenk tornò nella Berlino occupata dai sovietici come membro del Gruppo Ulbricht, diventando il terzo vicesindaco di Berlino Est dal 1945 al 1947. Ricoprì anche alcune cariche minori nel Partito Socialista Unificato di Germania (SED) e lavorato nel Ministero dell'industria della Repubblica Democratica Tedesca fino al suo pensionamento nel 1952.

## Onorificenze

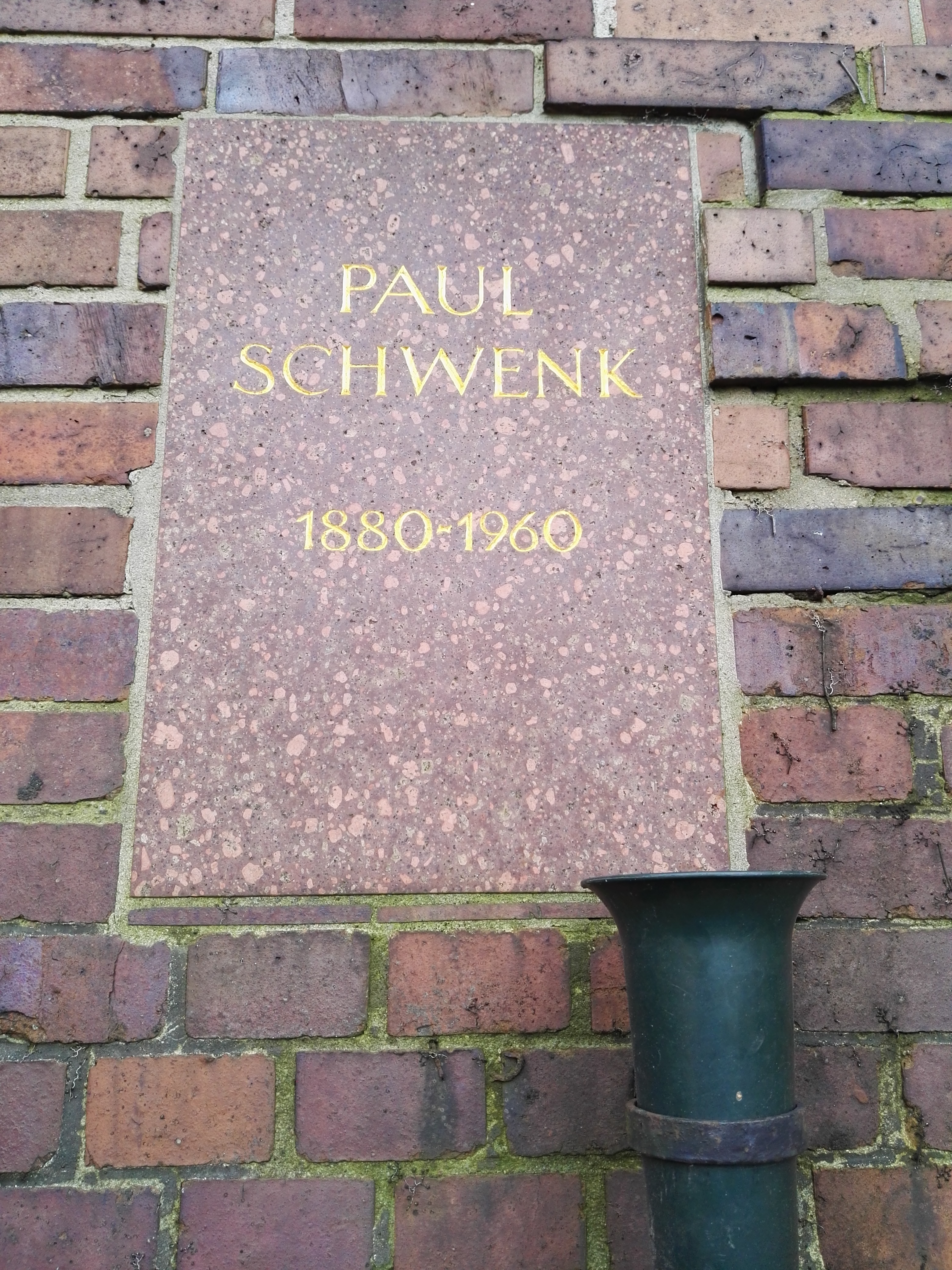
Lapide nel Memoriale dei Socialisti, Berlino

Schwenk fu insignito dell'Ordine di Karl Marx nel 1955, dell'Ordine al merito per la patria in argento il 6 maggio 1955 e dell'Ordine al merito per la patria in oro e dell'Ordine della Bandiera del lavoro nel 1960.
La sua urna è sepolta nel Memoriale dei Socialisti all'interno del cimitero centrale di Friedrichsfelde a berlinese di Berlino-Lichtenberg. A Bernau bei Berlin e a Berlino-Marzahn gli è intitolata la Paul-Schwenk-Strasse. A Berlino, una comunità sportiva, un'organizzazione giovanile e l'8ª scuola superiore della Polytechnische Oberschule di Berlino-Marzahn sono stati intitolati a Paul Schwenk.

## Opere
- Paul Schwenk, Richard Schnetter (a cura di), 4 Jahre Weimarer Koalition in Preußen. Handbuch der Kommunistischen Fraktion des preußischen Landtages, Berlin, Internationaler Arbeiter Verlag, 1928.
- Friedrich Engels, Herrn Eugen Dührings Umwälzung der Wissenschaft. Dialektik der Natur. 1873 – 1882, Moskau, Marx-Engels-Verlag, 1935. (=Sonderausgabe zum vierzigsten Todestage von Friedrich Engels) [Redaktion unter Mitwirkung von P. Schwenk].
- Die Gründung der Kommunistischen Partei Deutschlands. Berliner Genossen berichten von der Entstehung der Kommunistischen Partei Deutschlands, Berlin, 1960.